# لويز أرنولد
لويز أرنولد (بالإنجليزية: Louise Arnold)‏ هي لاعب كرة قاعدة أمريكية، ولدت في 11 مايو 1923 في بوتكيت في الولايات المتحدة، وتوفيت في 27 مايو 2010 في ساوث بند في الولايات المتحدة.